# Парусное вооружение

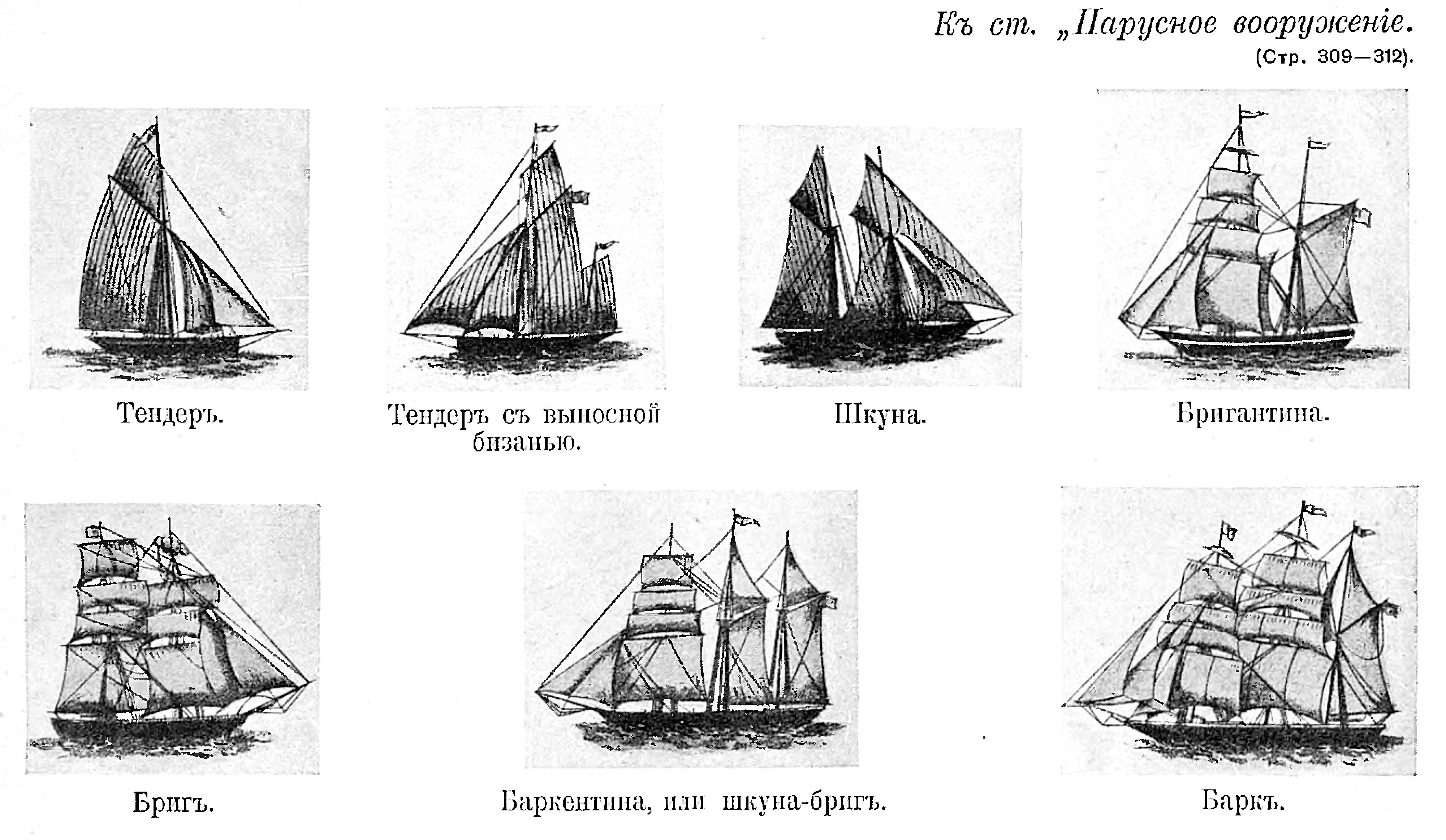
Рисунки из статьи «Парусное вооружение» («Военная энциклопедия Сытина»; 1914)

Па́русное вооруже́ние (нем. Takelage) — системы оснастки парусного судна (рангоут, такелаж и паруса), служащие для восприятия и передачи корпусу судна энергии ветра, приводящей судно в движение , а также для управления курсовым движением и изменения скорости хода судна.
Немецкий термин «Takelage» имеет более широкое смысловое значение в сравнении с русским термином «Такелаж», являясь синонимом русскому термину «парусное вооружение» — объединяет собой все системы оснастки парусного судна (корабля): рангоут; все снасти на судне, служащие для укрепления рангоута и для управления им и парусами (рус. такелаж); систему парусов (парусность).

## Типы парусного вооружения
Различают следующие основные типы парусного вооружения:
- Полное с прямыми парусами, привязанными к реям;
- Гафельное с косыми парусами: главным — между гафелем и гиком и верхним — между гафелем и стеньгой; верхний парус может быть заменён одним или несколькими прямыми, меньших размеров.
- Рейковое — парус поддерживается подвижным рейком. Употребляется на шлюпках и иногда для верхних прямых парусов при гафельном вооружении.
- Шпринтовое — гафельный парус, без гика, подкреплён косым шестом (шпринтовом); для шлюпок.
- Шпрюйтовое (гуари) — гафельный парус с высоко поднятым, «стоячим» гафелем, притягиваемым к мачте тросовым шпрюйтом, для судов и шлюпок с низкой мачтой.
- Португальское.
- Латинское — наиболее упрощённое для шлюпок. [ТЭ 1931(855)]

## Виды парусов

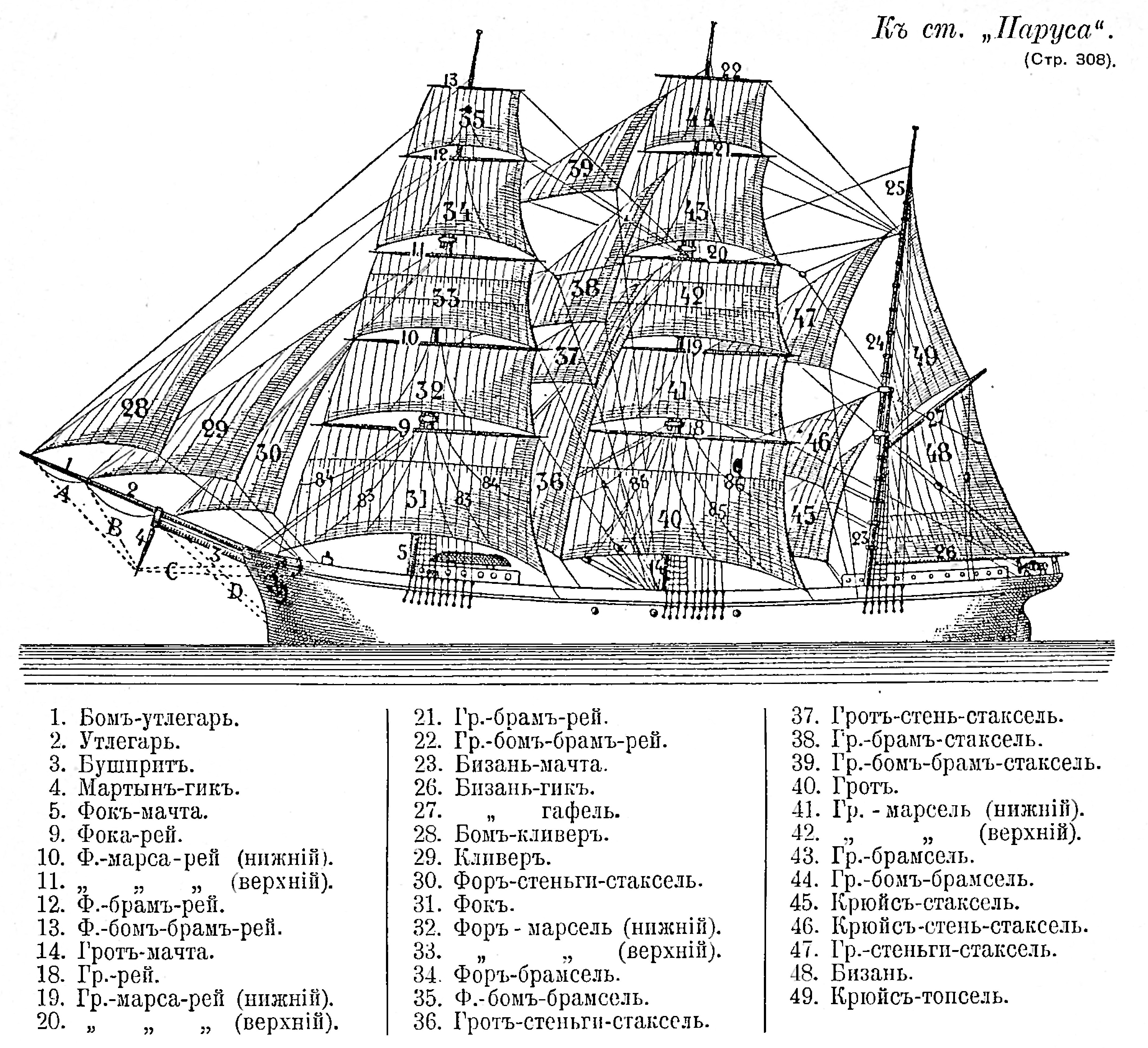
Рисунки из статьи «Паруса» («Военная энциклопедия Сытина»; 1914)

Независимо от формы паруса по принципу их установки делятся на две главные категории или вида вооружения — Прямые (Прямое вооружение) и Косые (Косое вооружение). Прямые паруса устанавливаются на реях и чаще всего имеют форму прямоугольника или трапеции. Их основной особенностью является симметрия: правая и левая половины любого прямого паруса зеркальны друг другу. Косые паруса устанавливаются на других элементах рангоута или на элементах такелажа (например, штагах) и могут иметь самую разнообразную форму (чаще всего — треугольную), практически никогда не являются симметричными. Прямые паруса, устанавливаемые на элементах рангоута, чаще всего являются основными и определяют тип парусного вооружения судна. Косые паруса, устанавливаемые на элементах такелажа, основными не являются и на определение типа парусного вооружения не влияют.
Основные косые паруса «распадаются» на две главные категории — простые и рейковые:
- Простые косые паруса
  - Бермудские
  - Гафельные
  - Шпрюйтовые (гуари)
  - Шпринтовые
- Рейковые косые паруса
  - Латинские
  - Люгерные

## Устройство паруса

### Прямой парус
Представляет собой трапециевидное полотнище, верхней шкаториной закрепленное на рее, то есть (условно) поперек диаметральной плоскости судна. Шкаторины: верхняя, нижняя, правая, левая. Углы верхней шкаторины: нок-бензельные (правый и левый), на нижней шкаторине — шкотовые. Сторона, обращенная в корму — лицевая, в нос — изнанка. Верхняя шкаторина имеет люверсы для крепления к рее. Остальные шкаторины свободные.
Шкоты на нижних парусах заводятся на корпус судна, шкоты верхних парусов (марселей и брамселей) — на ноки (концы) нижних реев. При движении курсом бейдевинд наветренный шкотовый угол нижнего паруса оттягивается в нос снастью, именуемой галсом.
Прямые паруса кроятся из полотнищ ткани, расположенных перпендикулярно реям (верхней шкаторине). Крой чаще всего плоский, нижняя шкаторина иногда выполняется вогнутой вверх.

### Косой парус
на примере бермудского
Стаксель — имеет треугольную форму. Состоит из шкаторин (сторон) и углов. Шкаторины: передняя, задняя и нижняя. Углы: фаловый (верхний, к нему крепится фал), галсовый (нижний-передний, крепится к корпусу судна) и шкотовый (нижний-задний, крепится к стаксель-шкотам).
Грот — имеет треугольную форму. состоит из таких же частей как и стаксель.
на примере гафельного
Гафель имеет форму неправильной трапеции, или прямоугольную. Состоит из шкаторин (верхняя, нижняя, передняя, задняя). Углы: 2 галсовых угла (ими гафель крепится к колонне мачты), фаловый (верхний, к нему крепятся фал и нирал), шкотовый (нижний, к нему крепятся шкот и контршкот). Ставится парус фалом и шкотом, убирается ниралом и контршкотом.

## Рангоут

### Мачты и стеньги
Относятся к неподвижному рангоуту. Даже в эпоху расцвета парусного флота совсем немногие суда имели «полностью составленные» мачты. Очень редко устанавливались трюм-стеньги, а брам- и бом-брам-стеньги часто являлись одним целым, лишь в названии соотносившихся с ними реев, парусов и такелажа сохраняя своего рода «разделение». Со второй половины XX века составные мачты все больше уступают место «однодеревным» — цельным конструкциям из стали, алюминия и композитных материалов. Причем уже никакая высота мачты не является технологическим препятствием для её изготовления из одного «дерева». Так, например, высота мачты самого большого в мире бермудского шлюпа «Mirabella V» составляет почти 90 метров, а сама мачта занесена в Книгу рекордов Гиннесса как самая большая в мире углепластиковая конструкция.

1. Колонна фок-мачты (собственно фок-мачта)
2. Фор-стеньга
3. Фор-брам-стеньга
4. Фор-бом-брам-стеньга
5. Фор-трюм-стеньга
6. Колонна грот-мачты (собственно грот-мачта)
7. Грот-стеньга
8. Грот-брам-стеньга
9. Грот-бом-брам-стеньга
10. Грот-трюм-стеньга
11. Колонна бизань-мачты (собственно бизань-мачта)
12. Крюйс-стеньга
13. Крюйс-брам-стеньга
14. Крюйс-бом-брам-стеньга
15. Крюйс-трюм-стеньга.

#### Фок-мачта
На двухмачтовых (и более) судах — первая, считая от носа, мачта.

#### Грот-мачта
(Главная мачта)
- На двух- и более мачтовых судах:

— вторая, считая от носа, мачта. На четырёх- и более мачтовых судах различаются порядковым номером (считая от носа) — первая грот-мачта (вторая мачта на судне), вторая грот-мачта (третья мачта на судне) и т. д.
- На одно- и полуторамачтовых судах:

— единственная (или первая, считая от носа) мачта.

#### Бизань-мачта
Всегда последняя, считая от носа, мачта.

### Реи

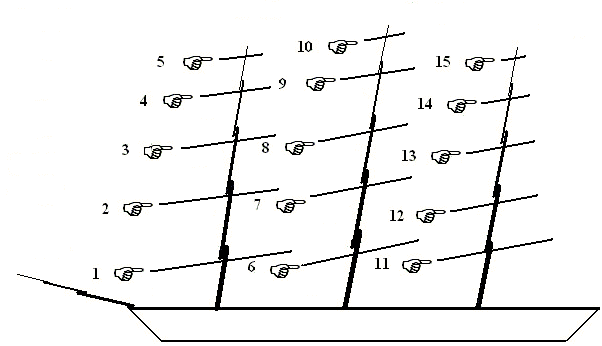
1. Фока-рей
2. Фор-марса-рей
3. Фор-брам-рей
4. Фор-бом-брам-рей
5. Фор-трюм-рей
6. Грота-рей
7. Грот-марса-рей
8. Грот-брам-рей
9. Грот-бом-брам-рей
10. Грот-трюм-рей
11. Бегин-рей
12. Крюйс-марса-рей
13. Крюйс-брам-рей
14. Крюйс-бом-брам-рей
15. Крюйс-трюм-рей

Реи относятся к подвижному рангоуту. Как и мачты, на современных судах могут изготавливаться из самых разнообразных материалов — стали, алюминия, углепластика.

### Гафели и гики

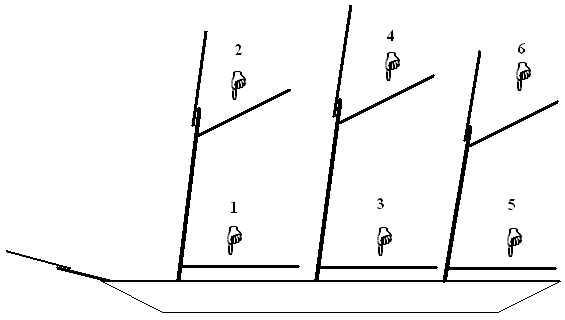
1. Фока-гик
2. Фока-гафель
3. Грота-гик
4. Грота-гафель
5. Бизань-гик
6. Бизань-гафель.

Относятся к подвижному рангоуту. Служат для установки и крепления косых парусов.
На одномачтовых судах (например, шлюп, тендер) гик и гафель обычно не имеют приставки «грота-» или какой-либо другой приставки, называясь просто «гик» и «гафель».

### Шпринтов

Шпринто́в — тонкий шест, упирающийся одним концом в нижнюю часть мачты, а другим в верхний угол четырёхугольного косого паруса, растягивая последний по диагонали.

### Реёк

1. реек